# Calluna vulgaris
Calluna vulgaris là một loài thực vật có hoa trong họ Thạch nam. Loài này được (L.) Hull mô tả khoa học đầu tiên năm 1808.

## Hình ảnh

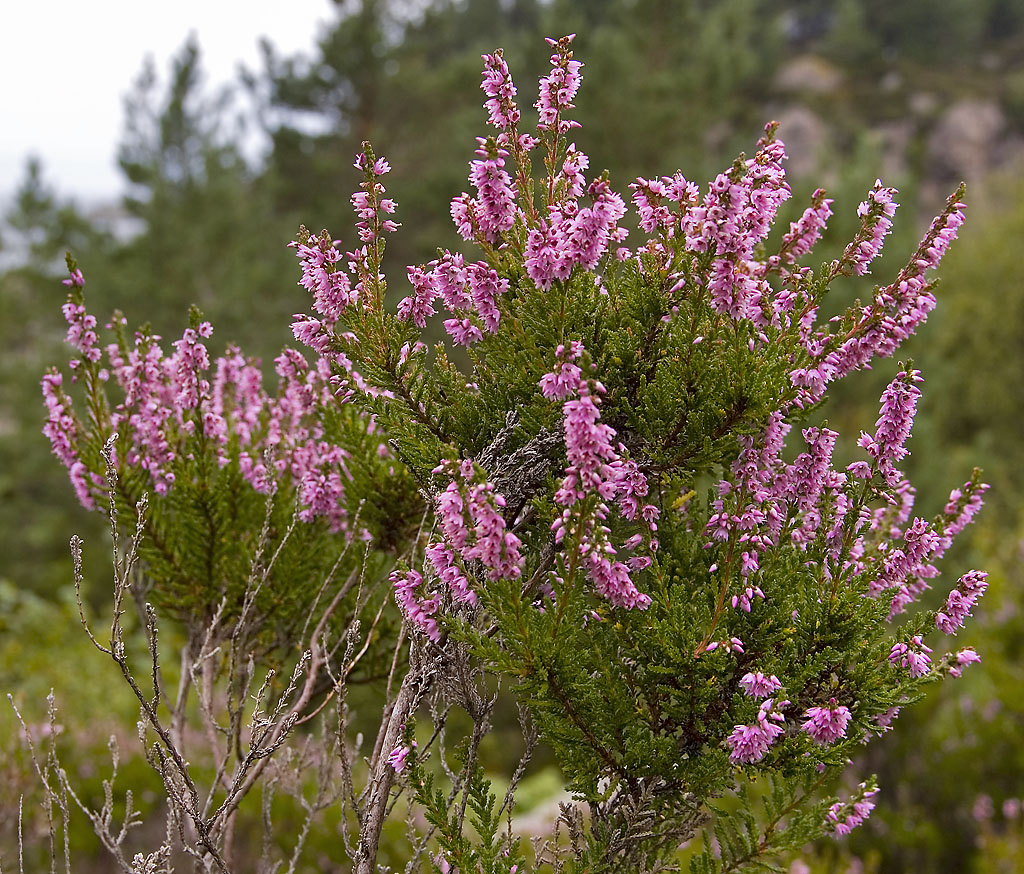
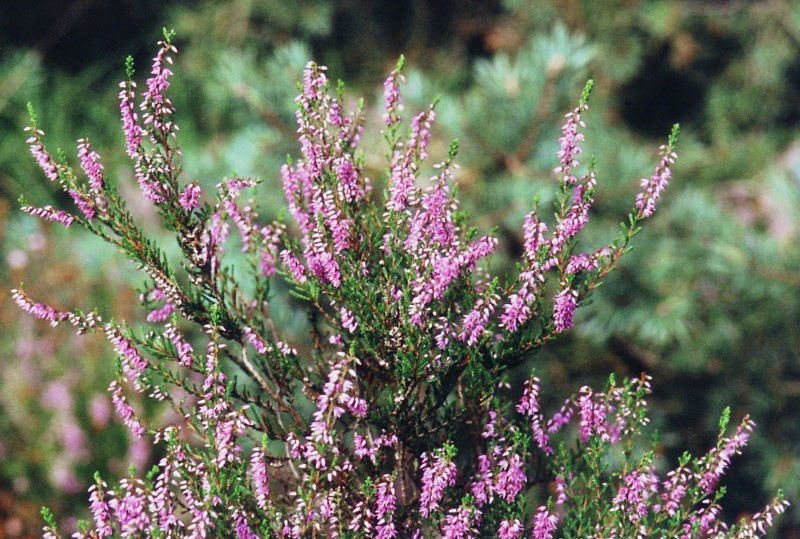
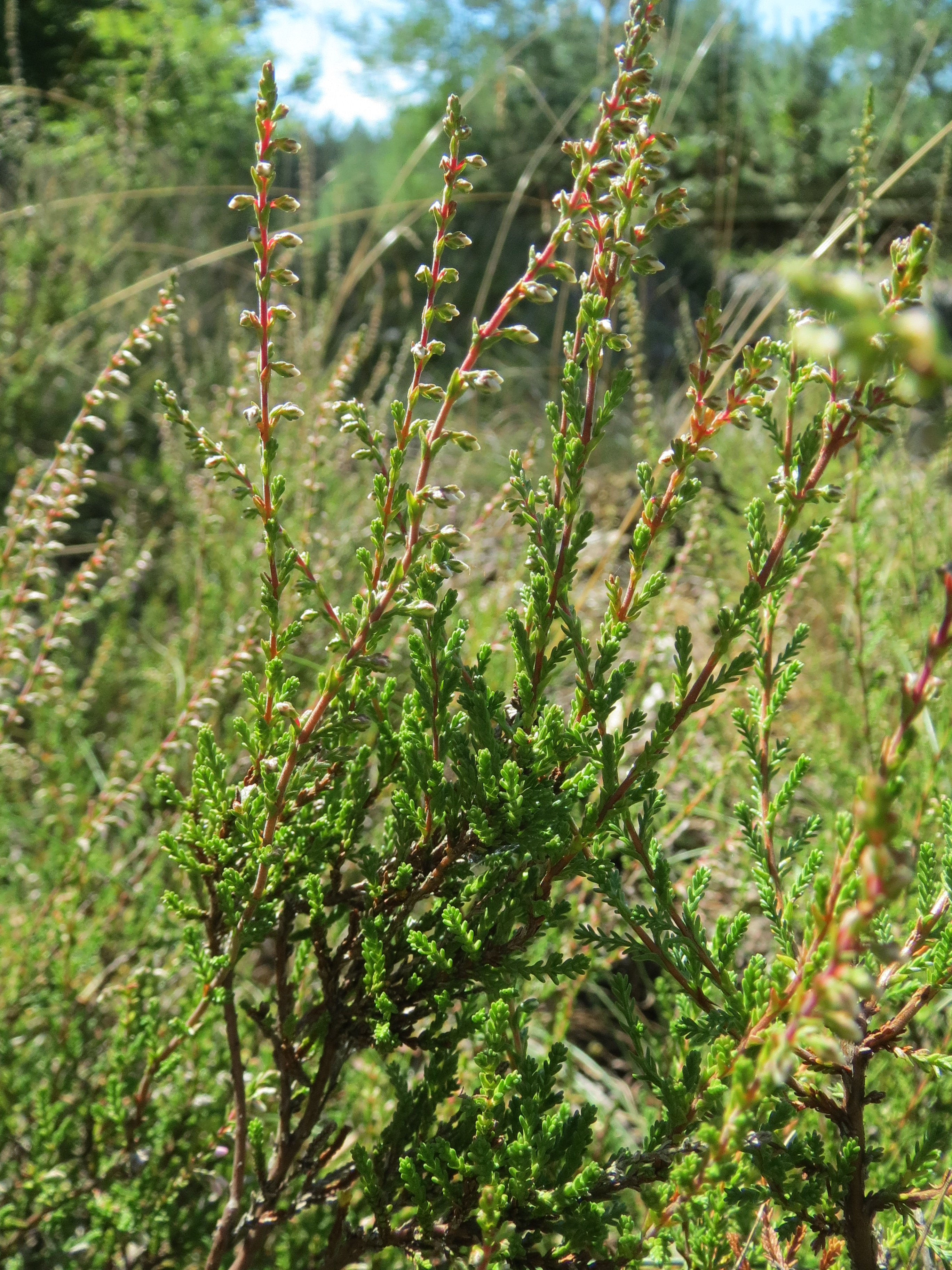
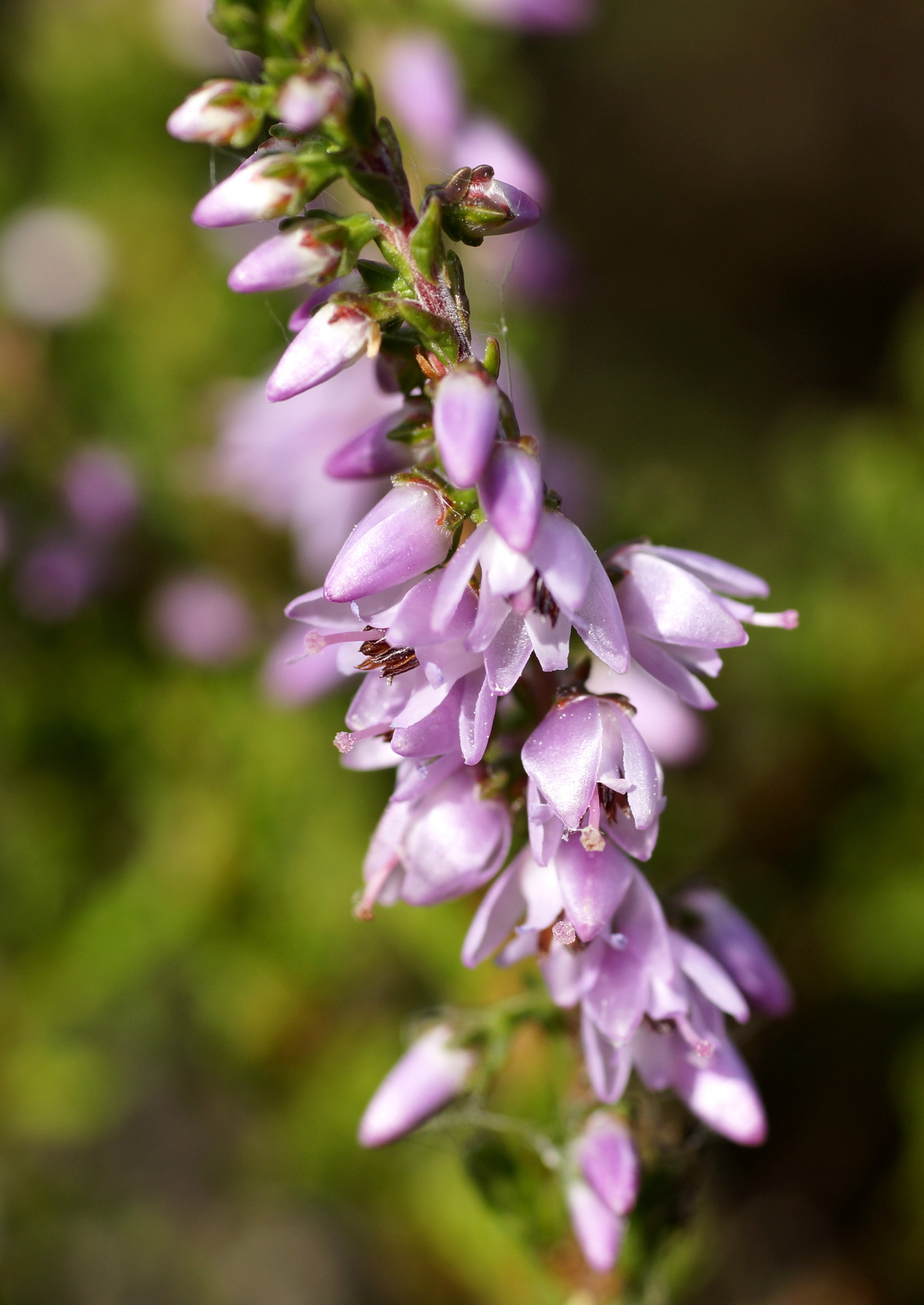